# Les Mystères du Nautilus
Les Mystères du Nautilus (Nederlands: De mysteries van de Nautilus) is een walkthroughattractie is het Franse attractiepark Disneyland Park en bevindt zich in Discoveryland naast Hyperspace Mountain.
De attractie staat in het teken van het verhaal Twintigduizend mijlen onder zee geschreven door Jules Verne. Tijdens de attractie lopen bezoekers door een onderzeeër. Deze ligt deels onder water. De onderzeeër is gedecoreerd en bevat verwijzingen naar Jules' verhaal.
Disneyland Paris · Lijst van attracties in Disneyland Park · Le Château de la Belle au Bois Dormant · afbeeldingen